# Leptoiulus macedonicus
Leptoiulus macedonicus är en mångfotingart som beskrevs av Carl Graf Attems 1926. Leptoiulus macedonicus ingår i släktet Leptoiulus och familjen kejsardubbelfotingar. Inga underarter finns listade i Catalogue of Life.